# Dunictis
Il dunitto (gen. Dunictis) è un mammifero carnivoro estinto, appartenente ai viverridi. Visse nel Miocene inferiore (circa 21 - 18 milioni di anni fa) e i suoi resti fossili sono stati ritrovati in Africa.

## Descrizione
Questo animale doveva essere vagamente simile a un'odierna genetta. Era caratterizzato dalla riduzione del secondo molare inferiore, mentre il primo molare inferiore era grande rispetto ai premolari, con un paraconide compresso più basso del protoconide, un metaconide alto quasi quanto il paraconide e un talonide ampio, situato tra cuspidi periferiche che circondavano una profonda valle centrale. Il quarto premolare inferiore era dotato di cuspidi allineate obliquamente all'asse lungo della mandibola. Il terzo premolare inferiore era dotato di una cuspide anteriore piccola, mentre il secondo era privo di cuspide mesiale. Dunictis si differenziava dall'affine Leptoplesictis per la fila dei premolari meno tagliente, con elementi più robusti e per un maggior sviluppo linguale del talonide. anche il primo molare inferiore era più robusto, con cuspidi meno sviluppate e con una valle del talonide più ampia.

## Classificazione
Al genere Dunictis sono state ascritte quattro specie: D. mbitensis e D. rangwai dall'isola di Rusinga (Kenya), e D. senutae e D. namibiensis dal deposito di Sperrgebiet ( Namibia). Questi taxa erano stati originariamente assegnati al genere viverride eurasiatico Leptoplesictis. Tuttavia, Morales e Pickford (2021) hanno identificato i taxa africani come appartenenti a un nuovo genere, che hanno denominato Dunictis.